# Science and Technology Facilities Council
Lo Science and Technology Facilities Council (STFC, Consiglio delle Strutture Tecnologiche e Scientifiche) è un'agenzia governativa del Regno Unito che svolge attività di ricerca scientifica e ingegneristica, e finanzia la ricerca nel Regno Unito in settori quali la fisica delle particelle, la fisica nucleare, la scienza dello spazio e l'astronomia (sia a terra che spaziale).
STFC è stato costituito nell'aprile del 2007 quando il Consiglio di ricerca in fisica delle particelle e l'astronomia (PPARC), il Consiglio per il laboratorio centrale dei consigli di ricerca (CCLRC), insieme alle attività di fisica nucleare del Consiglio di ricerca in ingegneria e scienze fisiche (EPSRC) sono stati uniti sotto un'unica organizzazione ombrello. Dal 1º novembre 2016 Brian Bowsher ha sostituito John Womersley come CEO di STFC. John Womersley è ora passato alla European Spallation Source come nuovo direttore generale. Nel gennaio 2018, Mark Thomson è stato annunciato come nuovo presidente esecutivo.

## Scopo
Ricevendo il proprio finanziamento attraverso il budget scientifico dal Dipartimento per le strategie aziendali, energetiche e industriali (BEIS), la missione di STFC è "massimizzare l'impatto delle nostre conoscenze, abilità, strutture e risorse a beneficio del Regno Unito e dei suoi cittadini".
- Università: STFC supporta la ricerca universitaria,[6] innovazione e lo sviluppo delle competenze in fisica delle particelle, fisica nucleare, scienze spaziali e astronomia.
- Strutture scientifiche: fornisce accesso a strutture su larga scala, leader a livello mondiale in una vasta gamma di scienze fisiche e della vita, consentendo la ricerca, l'innovazione e le competenze.[6]
- Campus nazionali: collaborazione con i partner per costruire campus scientifici e di innovazione nazionali basati su laboratori nazionali per promuovere la collaborazione accademica e industriale e la traduzione della ricerca sul mercato attraverso l'interazione diretta con l'industria.[7]
- Ispirazione e coinvolgimento: lo STFC aiuta a creare una futura pipeline di giovani qualificati ed entusiasti, sfruttando l'entusiasmo delle nostre scienze per incoraggiare un più ampio utilizzo delle materie STEM nella scuola e nella vita futura (scienza, tecnologia, ingegneria e matematica).[8]

## Attività
Lo STFC è una delle maggiori organizzazioni multidisciplinari di ricerca in Europa che supporta scienziati e ingegneri in tutto il mondo. Attraverso borse di ricerca e borse di studio, è responsabile del finanziamento della ricerca nelle università del Regno Unito, nei settori dell'astronomia, della fisica delle particelle, della fisica nucleare e delle scienze spaziali. STFC gestisce le proprie strutture di ricerca su larga scala di livello mondiale (come ricerca sui materiali, laser e scienze spaziali ed esplorazione di energia alternativa) e fornisce consulenza strategica al governo britannico per il suo sviluppo. Gestisce progetti di ricerca internazionali a sostegno di un'ampia sezione della comunità di ricerca del Regno Unito e dirige, coordina e finanzia la ricerca, l'istruzione e la formazione. È un partner dell'Agenzia Spaziale del Regno Unito (precedentemente British National Space Centre o BNSC) che gestisce circa il 40% delle spese del governo britannico in scienza e tecnologia spaziale.

## Strutture
Aiuta a operare/fornire accesso a scienziati britannici e internazionali alle seguenti strutture su larga scala:
- Central Laser Facility (CLF) presso il Rutherford Appleton Laboratory
- CERN
- DiRAC Distributed Research utilizzando Advanced Computing (Supercomputing facility)
- I programmi di esplorazione spaziale e di esplorazione spaziale dell'ESA
- European synchrotron radiation facility (ESRF)
- Institut Laue-Langevin (ILL)
- Isaac Newton Telescope (INT), La Palma
- Sorgente di neutroni e muoni pulsati ISIS presso il Rutherford Appleton Laboratory
- Diamond Light Source, operante sul sito del laboratorio Rutherford Appleton della STFC (Diamond è anche parzialmente finanziato dal Wellcome Trust)
- UK Astronomy Technology Centre, Edimburgo
- Microelectronics Support Center (MSC) presso il Rutherford Appleton Laboratory
- Il Centro Hartree per il calcolo ad alte prestazioni e l'analisi dei dati presso il Daresbury Laboratory
- ALICE (acceleratore), EMMA (acceleratore), CLARA e VELA presso il Daresbury Laboratory
- LHC Computing Grid (attraverso il finanziamento del progetto GridPP)
- Laboratori sotterranei di Boulby
- Advanced LIGO[10]

## Budget
Il budget di STFC viene assegnato annualmente dal Dipartimento per le strategie aziendali, energetiche e industriali.
Per il 2015-2016 la dotazione di bilancio è stata di £ 529 milioni.

## Obblighi di scambio di conoscenze
STFC è attivo nella sua responsabilità per lo scambio di conoscenze dalle scienze civili finanziate dal governo a UKPLC. Pertanto, molte tecnologie sono concesse in licenza a società del Regno Unito e società spin-out create tra cui:
- Tecnologia L3 (L3T);
- Microvisk;
- Orbital Optics Ltd;
- Oxsensis;
- PETRRA;
- Rivelatori quantistici;
- ThruVision.

Tuttavia, le attività di scambio di conoscenze non si limitano esclusivamente alla commercializzazione di tecnologie, ma coprono anche una gamma più ampia di attività che mirano a trasferire le competenze nell'economia in generale.